# 墨田区立錦糸中学校
墨田区立錦糸中学校（すみだくりつ きんしちゅうがっこう）は、東京都墨田区石原にある区立の中学校。

## 沿革

### 年表
- 1953年7月1日 - 条例により設置
- 1954年4月5日 - 開校式並びに入学式挙行
- 1954年6月5日 - 開校記念祝賀式挙行

## 部活動

### 運動部
- バレーボール
- バスケットボール
- 野球
- ソフトテニス※男子は廃部
- サッカー
- 卓球
- 柔道※現在は廃部
- 剣道※現在は廃部
- バトン※現在は廃部

### 文化部
- 吹奏楽
- 茶道
- JSL
- 美術
- 将棋※現在は廃部

## 著名な出身者
- 椿志保
- 稲垣政成（2017年度卒業）
- 西尾美恋（途中転入、2017年度卒業）
- いもと。（2017年度卒業）
- 宮崎あみさ
- 寺地隆成（2018年度入学、3年秋に転校）

## 事件
元錦糸中学校中学校の副校長・倉田一史容疑者は2018年9月児童福祉法違反の容疑で逮捕された。関係者によると、当時副校長を務めていた当学校で男子生徒の服を脱がせたうえ、下着姿の写真を撮った疑いが持たれている。
捜査関係者によると、倉田容疑者は男子生徒に「相談に乗るよ」などと言って校舎内の一室に呼び出していたという。

## 学区
- 東京都墨田区
  - 江東橋2丁目の19番のみ
  - 石原3-4丁目の全域
  - 本所4丁目の全域
  - 錦糸の全域
  - 太平の全域
  - 横川の全域

ただし、墨田区は学校選択制度を導入しており、学区外の生徒が通うことも学区内の生徒が他校に通うことも可能である。

## 交通
- JR各線・東京メトロ半蔵門線「錦糸町駅」から徒歩13分
- 都営地下鉄浅草線「本所吾妻橋駅」から徒歩13分
- 東京メトロ半蔵門線・都営地下鉄浅草線・京成押上線・東武伊勢崎線「押上駅」・「とうきょうスカイツリー駅」から徒歩20分